# Огонь

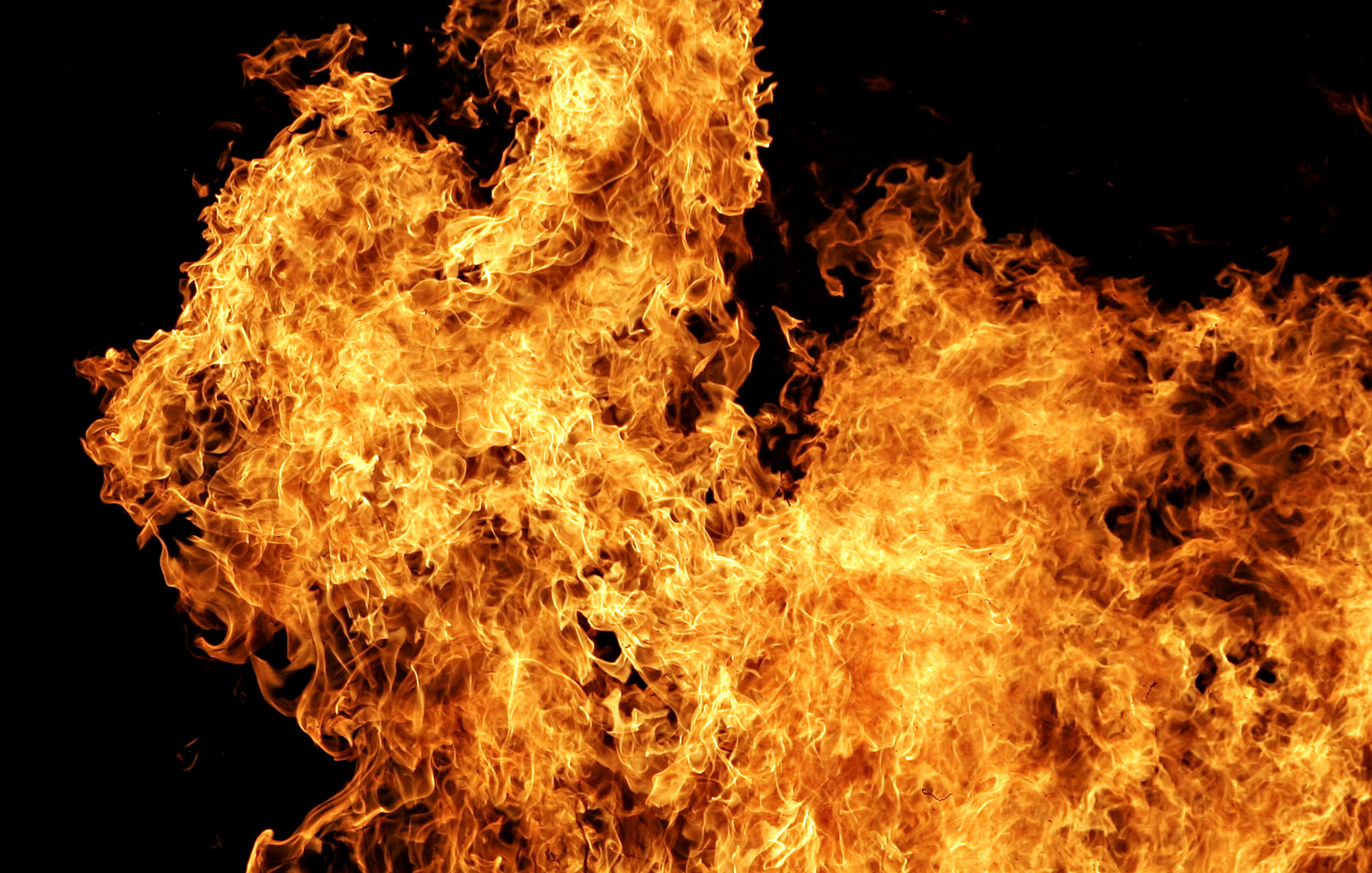
Огонь

Ого́нь — интенсивный процесс окисления (горение), сопровождающийся излучением в видимом диапазоне и выделением тепловой энергии. В науке — совокупность раскалённых газов, выделяющихся в результате:
- химической реакции (в частности, взрыва);
- протекания электрического тока в среде (электрическая дуга, электросварка);
- трения;
- повышения температуры от внешних источников.

Огонь является основной фазой процесса горения и имеет свойство к самораспространению по затронутым им другим горючим материалам. Хотя среди процессов горения химических веществ бывают и исключения, когда вещество сгорает без пламени. Собственная температура огня зависит от вещества, выступающего в качестве топлива, и давления окислителя. Собственный цвет зависит от горящего вещества и его чистоты (например, огонь от костра или свечи, в котором присутствует значительная доля углекислого газа, горит оранжевым цветом, относительно чистый от углерода — красным, самый чистый — голубым).
Для возникновения и существования огня требуются три компонента:
1. топливо, которое горит,
2. окислитель, который позволяет протекать этому процессу,
3. температура.

В качестве топлива могут выступать многие вещества (см. ниже).
В роли окислителя чаще всего выступает кислород, но могут выступать и другие элементы, — например, хлор или фтор. Любопытно, что вода горит в атмосфере фтора бледно-фиолетовым пламенем, при этом вода является топливом, а в результате горения выделяется кислород. Иными словами, без окислителя тело не может загореться. Если же телу передать путём нагрева энергию, которая превзойдёт энергию межмолекулярных связей, оно распадётся на горючие составляющие. Например, при нагревании дерева без доступа воздуха происходит его разделение сначала на древесный уголь и смолу, а затем на горючие газы — углеводороды.

Третий компонент существования огня — температура, которая определяется свойствами окислителей и топлива. Таким образом, при отсутствии любого из трёх факторов возникновение огня невозможно.

Анимация огня

## Цвет огня
Химические вещества сгорают, окрашивая огонь отдельными своими атомами или ионами, которые высвобождаются под воздействием высокой температуры.
Разнообразие цвета пламени (в скобках указано сгораемое вещество):
- Белый (алюминий, титан)
- Жёлтый (соли натрия)
- Оранжевый (кальций, древесина)
- Красный (литий, стронций)
- Голубой (углерод, свинец, природный газ)
- Синий (селен)
- Фиолетово-розовый (калий)
- Зелёный (медь, молибден, фосфор, барий, сурьма)
- Сине-зелёный (бор)

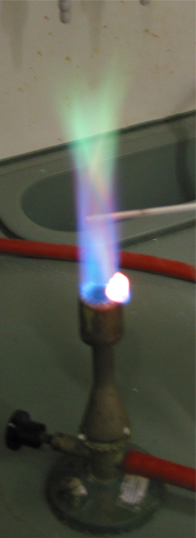
Горение бора
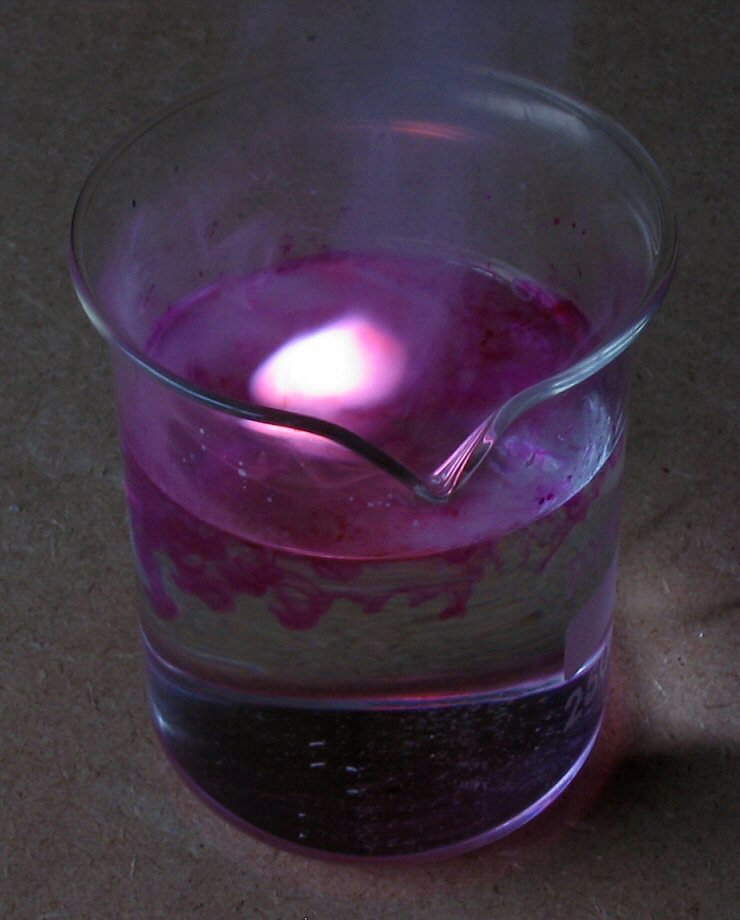
Горение калия
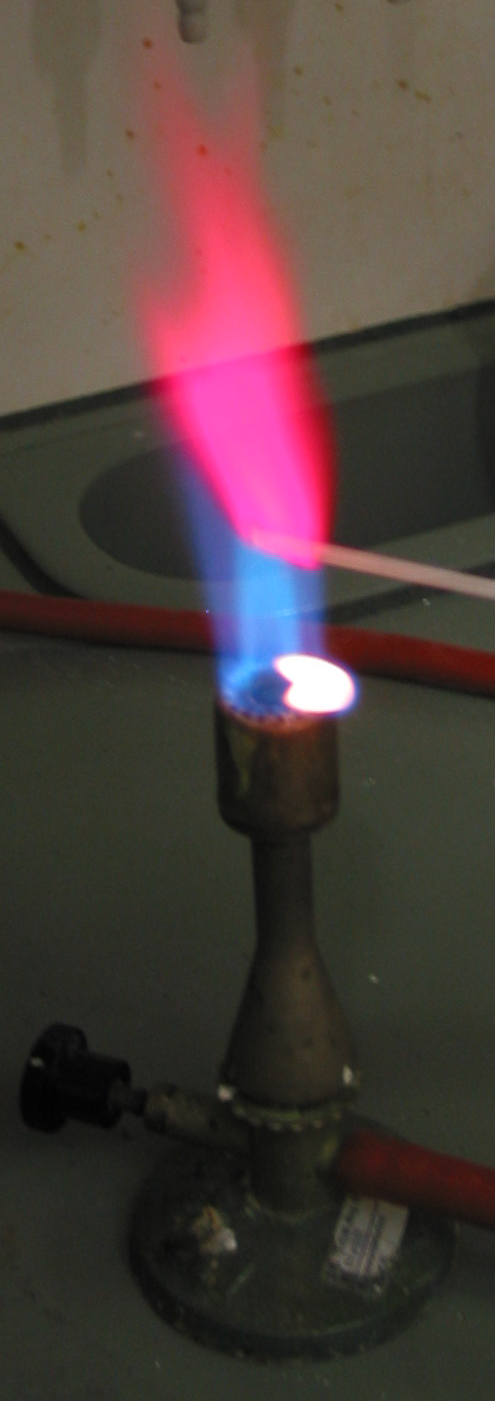
Горение лития

## Горючие и негорючие вещества
Горючие вещества — вещества (материалы), способные к взаимодействию с окислителем (кислородом воздуха) в режиме горения. По горючести вещества (материалы) подразделяют на три группы:
- негорючие вещества и материалы, неспособные к самостоятельному горению на воздухе;
- трудногорючие вещества и материалы — способные гореть на воздухе при воздействии дополнительной энергии источника зажигания, но неспособные самостоятельно гореть после его удаления;
- горючие вещества и материалы — способные самостоятельно гореть после воспламенения или самовоспламенения (самовозгорания).

Горючие вещества (материалы) — понятие условное, так как в режимах, отличных от стандартной методики, негорючие и трудногорючие вещества и материалы нередко становятся горючими.
Среди горючих веществ имеются вещества (материалы) в различных агрегатных состояниях: газы, пары, жидкости, твёрдые вещества (материалы), аэрозоли.
Горючие материалы характеризуются показателями пожарной опасности. Введением в состав этих материалов различных добавок (промоторов, антипиренов, ингибиторов) можно изменять в ту или иную сторону показатели их пожарной опасности.
Литература: ГОСТ 12.1.044-89.ССБТ. Пожаровзрывоопасность веществ и материалов. Номенклатура показателей и методы их определения; СНиП 21-01-97*. Пожарная безопасность зданий и сооружений.
- Материалы, которые при нагревании до определённой точки при обычных условиях воспламеняются: дерево, сера;
- Вещества, воспламеняющиеся лишь при определённых обстоятельствах, например измельчении: железо, титан;
- Вещества, не способные гореть в атмосфере воздуха вообще: вода (в атмосфере фтора горит даже вода);
- Вещества, горящие лишь при присутствии другого вещества рядом, выступающего в роли катализатора: кусок сахара будет гореть, если только он посыпан пеплом, например, сигаретным. Пепел является катализатором, точнее, катализатором являются соли лития, содержащиеся в пепле.

## История
Согласно Б. Ф. Поршневу, открытие способа добывания огня явилось прямым следствием обработки камней ещё в раннем палеолите. Достоверно известно использование огня синантропом. Первоначально огонь использовался для создания дыма против докучливых летающих насекомых, и только потом древние люди освоили кулинарную функцию огня: сначала коптили пищу на дыму, затем стали жарить на открытом огне и печь в золе, уже в эпоху неолита (с изобретением керамических сосудов) освоили варение. Наряду с кулинарной функцией огня была открыта его отопительная и осветительная функция (последняя потребовала изобретения просмоленных факелов). Огонь как очаг способствовал консолидации членов группы первобытных людей (что часто приобретало религиозную окраску) и зарождению у них представления о собственности (фольклорные сюжеты с «похищением огня»). Также в эпоху неолита огонь стал широко использоваться для обжига глины, плавки металлов и очищения места под пашню (подсечно-огневое земледелие). С развитием цивилизации огонь использовался как оружие уничтожения (греческий огонь, калёное ядро, огнемёт, коктейль Молотова) и как средство передачи информации (оптический телеграф).

…Добывание огня трением впервые доставило человеку господство над определённой силой природы и тем окончательно отделило человека от животного царства.— Ф. Энгельс, «Анти-Дюринг»
Полностью контролировать огонь люди научились около 400 тыс. лет назад.
Холодной зимой 1962 года в национальном парке на острове Хонсю было засвидетельствовано приближение отдельных японских макак к разожжённым посетителями парка кострам, чтобы согреться. К началу 1980-х годов так поступали все жившие в заповеднике обезьяны: они садились у костра и с удовольствием протягивали конечности ближе к огню. По мнению учёных, так же могли вести себя древние люди перед тем, как начали пользоваться огнём.

## Способы добычи
В первобытном обществе использовали следующие способы добычи огня:
1. Трение. Этот способ заключался в трении твёрдого дерева о более мягкое. Огонь можно получить быстрее, если твёрдый кусок тереть в желобке мягкого.Добывание огня трением

Добывание огня трением

2. Сверление. Твёрдый острый кусок дерева вводился в отверстие в мягком дереве и руками приводился в движение при помощи вращения. Кроме того, в отверстие клали трут гнилого дерева, который быстро воспламенялся. Ещё быстрее, если деревянный стержень приводился в движение при помощи тетивы лука.
3. Высекание. Ударяя друг о друга два камня, люди получали искры, которые зажигали ранее подготовленный трут. Использовали в основном серный колчедан, разного рода кварц, кремень из-за их особой твёрдости. Этот способ использовался также для высекания искры в кремнёвых и колесцовых замках. Он применялся вплоть до начала XX-го века по всей Европе, когда, во-первых, получили распространение спички и зажигалки, а, во-вторых, вышли из употребления искровые замки из-за явного превосходства над ними ударно-спускового механизма современного неавтоматического и автоматического оружия (они менее капризны при работе, позволяют держать в оружии много зарядов, меньше изнашиваются при стрельбе и т. п.).
4. Электричество (молния, постоянный и переменный ток и другое). По некоторым данным, первый огонь был добыт человеком с лесных пожаров, вызванных ударом молнии, или же с выхода на поверхность источников природного газа, рядом с которым ударила молния. По тому же принципу работают современные приборы для получения огня и воспламеняются взрывчатые вещества.

Затем появились спички и зажигалки.

## Значение в быту
Из-за важного значения огня различные способы его добывания изобрели ещё первобытные люди, использовавшие его для освещения, согревания, приготовления пищи, защиты от диких животных и подачи условных сигналов. Первым способом, по-видимому, стал метод получения из произвольного источника нагревания, такого как молния (хотя молнии, учитывая различные природные условия и погоду, ударяли в деревья достаточно редко). Повышающая трение, но малоэффективная палочка, вращающаяся в куске дерева, была заменена на трут, который делали из грибных наростов на дубе или ясене. В некоторых районах для разжигания огня стали использовать кремни, которые при ударе друг об друга высекали искру. Затем появилось огниво. Традиционной формой поддержания огня тогда и ныне, при прохождении курса выживания, был костёр.
Первым химическим способом получения огня стал катализ, открытый немецким химиком Дёберейнером. На основании своего открытия он создал не предназначенный для бытового употребления прибор под названием «водородное огниво» или «огниво Дёберейнера», усовершенствованной разновидностью которого является так называемый аппарат Киппа.
В дальнейшем появились спички и, сначала, бензиновые, а потом — газовые зажигалки.

## Огонь в военном деле
В военном деле под «огнём» понимается стрельба из огнестрельного оружия (пулями или другими снарядами). Такой смысл слово обрело по причине того, что первые образцы огнестрельного оружия были фитильными. Отсюда же команда «Пли» при огне из артиллерийских орудий. Кроме того, этот термин не лишён смысла и сейчас — при выстреле из ствола оружия почти неизбежно вырывается струя не сгоревших в канале его пороховых газов. Эта вспышка способна ослепить стрелка (при использовании особенно мощных патронов вроде .50 Action Express или .50 BMG) или выдать его месторасположение (например, при стрельбе снайпера), что способно повлечь за собой серьёзные и опасные для жизни и здоровья последствия. Пламегаситель и глушитель несколько уменьшают вспышку, однако первый практически не употребляется на пистолетах (за исключением сделанных на основе ПП, например узи-пистолета, или некоторых автоматических пистолетов вроде Beretta 93R), а второй запрещён для установки на гражданском и спортивном оружии и подходит лишь к оружию, пули которого имеют дозвуковую скорость. Кроме того, из-за прорыва газов в револьвере между стволом и барабаном в револьверах глушитель подходит лишь к револьверам Пипера и Нагана, у которых гильза имеет коническую форму.

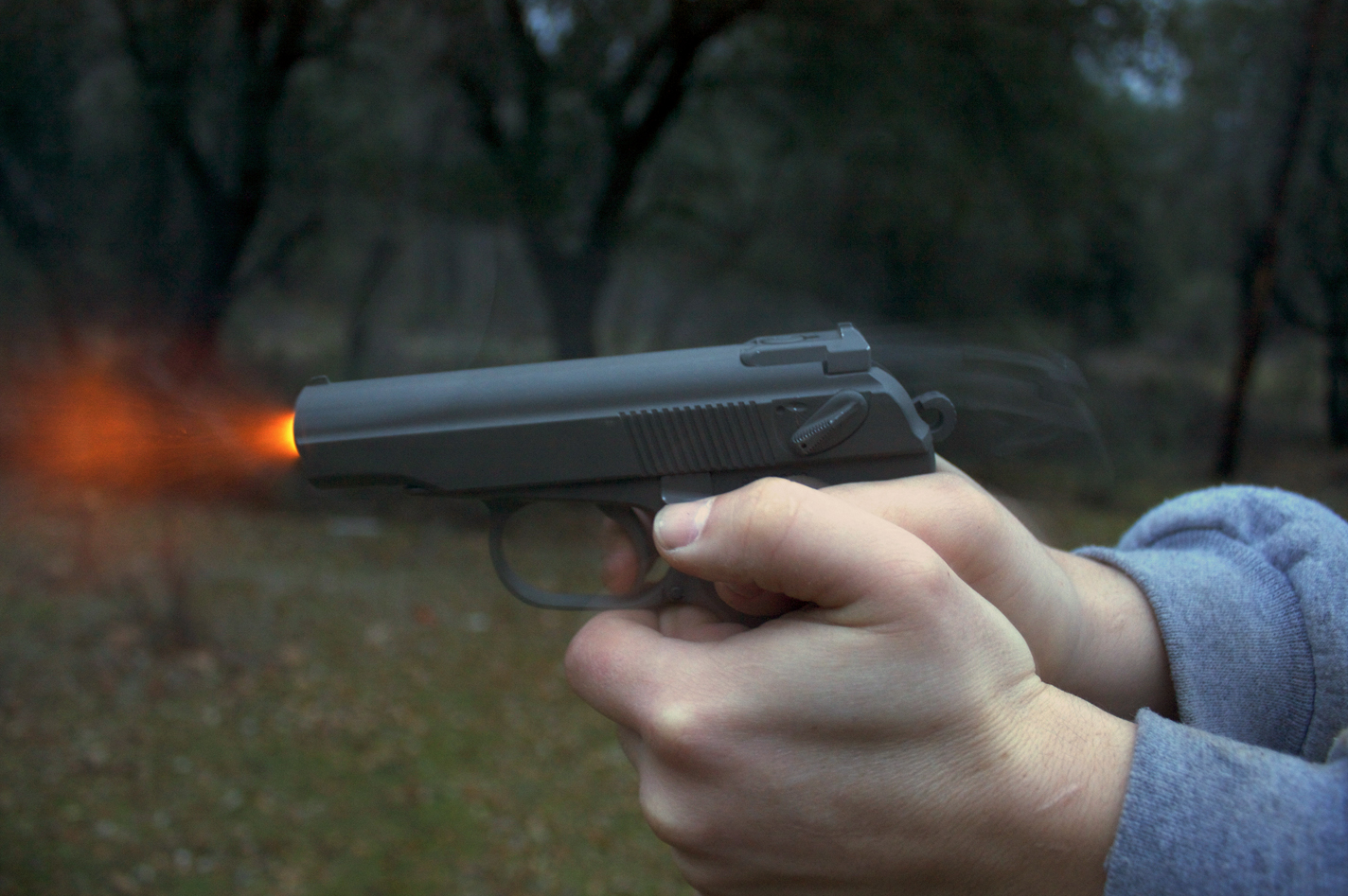
Выстрел из пистолета Макарова (обратите внимание на то, что затвор-кожух уже выбросил гильзу)

### Стрельба в космосе
Стрельба в космосе, несмотря на отсутствие воздуха, возможна, потому что необходимый для горения кислород содержится в порохе. Однако без кардинальной переделки стрельбу в космосе вряд ли можно будет назвать удобной: из-за отсутствия гравитации и сопротивления воздуха пуля будет лететь в тысячи раз дальше, но при этом необходимо принимать нетривиальные меры по смазке всех движущихся частей оружия, так как в условиях вакуума она будет быстро испаряться и оружие сразу заклинит. Либо исключить все движущиеся части (кроме пули), что также является нетривиальной задачей. Кроме того, на стрелка (или оружие, закреплённое на спутнике) будет действовать импульс отдачи, который требуется компенсировать.

## Огонь в религиозных представлениях

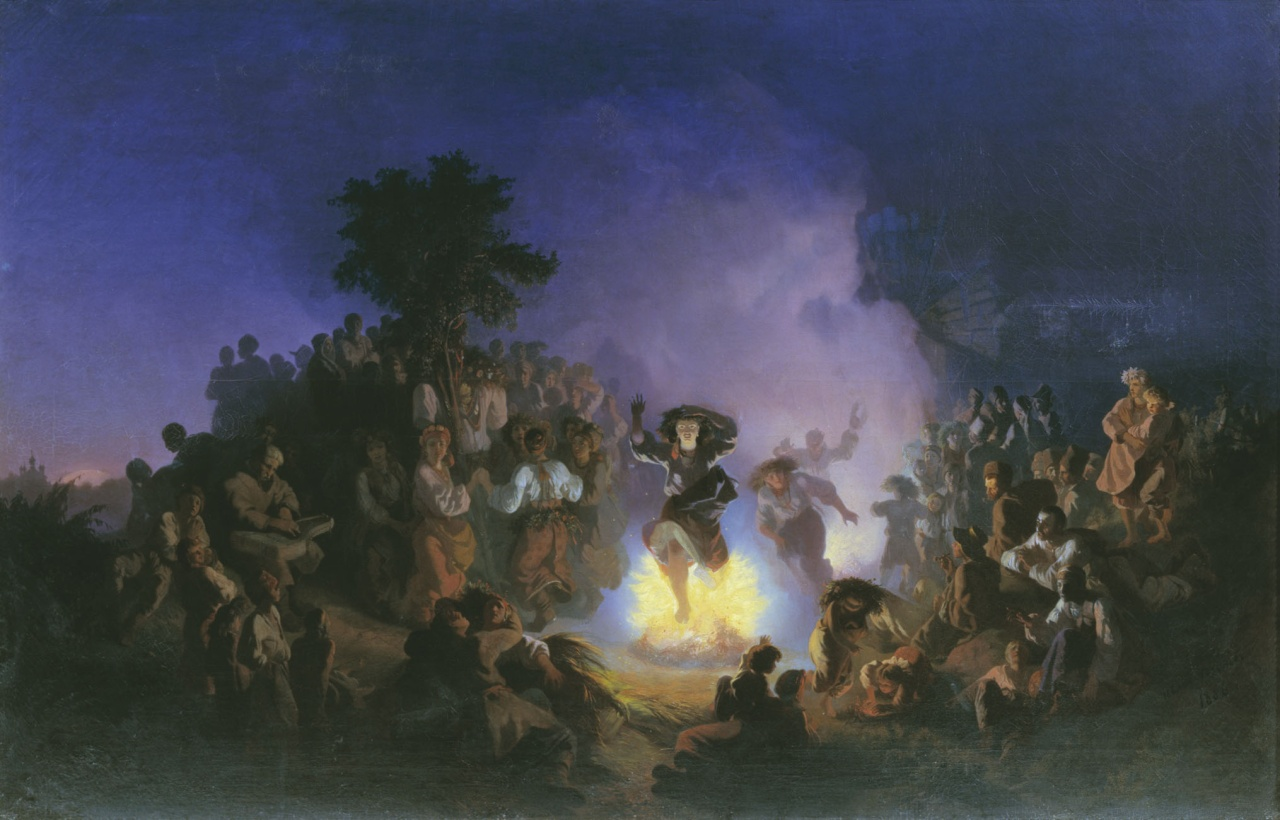
И. И. Соколов «Ночь на Ивана Купалу», 1856 год

Огню уделяется большое внимание в ряде мифологий. В древнегреческой и римской мифологии с огнём отождествлялось несколько божеств (Гефест, Прометей, Веста, Гестия и другие); у греков Зевс в наказание людям за похищение для них Прометеем огня у богов создал первую женщину — Пандору. В древнеиндийской мифологии олицетворением огня был Агни, в кельтской мифологии богиня огня называлась Бригид. В зороастризме огонь выступает как сугубо священная стихия и воплощение божественной справедливости, Арты. У народов Севера огонь представлялся в виде женского образа — «матери», «хозяйки очага» и т. п., а у якутов и бурят — в мужском образе «хозяина». В средневековом мистицизме саламандры были низшими духами огня, обитавшими в нём. У современных православных, придерживающихся старого стиля, на Пасху в Иерусалиме проводится обряд зажигания так называемого «благодатного огня».
Наряду с водой, землёй и воздухом, огонь считается одной из четырёх стихий (первоэлементов) и в связи с этим занимал важную роль, особенно в античной философии, например у Гераклита, а также в алхимии. В западной астрологии элемент огня связан с зодиакальными знаками Овна, Льва и Стрельца, его доминанты — Солнце. В китайской астрологии огонь — одна из пяти стихий и связывался с планетой Марс, энергией ци, югом, летом (6 апреля — 17 июня по григорианскому календарю), красным цветом, горьким вкусом и резким, жгучим запахом, числом 7, земными «ветвями» змеи («сы») и лошади («у»), 3-м и 4-м небесными «стволами» («бин», «дин») и в том числе соотносился с годами, оканчивающимися на 6 и 7.
У разных народов можно встретить разнообразные амулеты, связанные своим магическим смыслом с огнём. Кресаловидная привеска, «чёртовы пальцы» и прочие артефакты демонстрируют желание человека приручить Огонь и заручиться его поддержкой

### В христианстве
В христианстве огонь ассоциируется как правило с адом и Сатаной, но есть и благодатный огонь, праведный огонь, ассоциируемый с Богом.

### Живой огонь
В России «живым» называли огонь, произведённый путём трения двух кусков дерева. Древнейший способ добывания огня, получив религиозное значение, до сих пор удержался в народных обрядах. В России, местами, живой огонь требовался для домашнего очага на «осенний Новый год» (Семёнов день, 1 (14) сентября), для зажигания купальских костров, для перегона скота во время эпидемий. То же было и в Германии в древние времена. У древних римлян, если огонь Весты угасал, жрецы наказывали дев-оберегательниц и для получения нового огня сверлили кусок предвещающего счастье дерева. Как культурный пережиток живой огонь сохранился у современных болгар. Поверья и обряды, связанные с живым огнём, представляются, большей частью, остатками древних культов огня, распространённых среди индоевропейских народов.

## Огонь в культуре

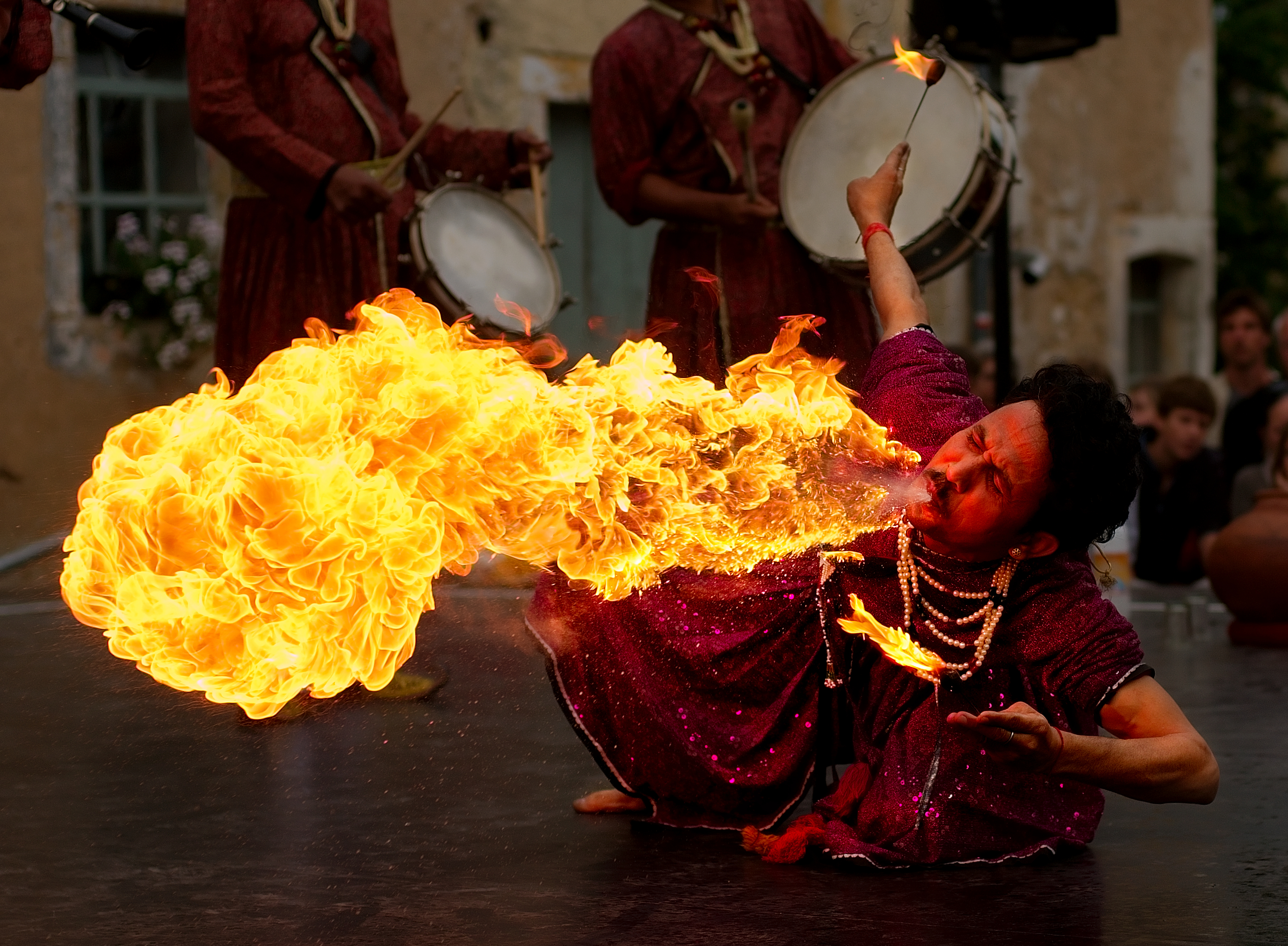
Огненный выдох

С древнейших времён существуют различные приёмы с огнём (огненный выдох, жонглирование горящими предметами, тушение пальцами или хлыстом огня, использование огненных пои и роуп-дартов). Такое шоу всегда пользуется особой популярностью из-за психологического эффекта, поскольку люди подсознательно боятся огня и им трудно контактировать с ним. Также на это влияет и большая травмоопасность при проделывании данных трюков — при малейшей ошибке можно получить ожоги различных степеней, иногда с летальным исходом.

## Воздействие огня на живые организмы
При контакте с открытым огнём возможны ожоги разной степени тяжести. Так же при горении огня (особенно в помещениях) возможно отравление продуктами горения. В закрытых помещениях при горении огня температура может доходить до 200 °С и более, из-за чего может наступить термический удар.
По характеру воздействия огня на организм — можно разделить на местный и общий. При местном поражается небольшие участки тела (кратковременное воздействие с огнём) с развитием ожогов, при общем (попадание в эпицентр огня, самосожжение) — поражается значительные участки тела с развитием опасного для жизни состояния — ожоговой болезни, что без должного лечения может вызвать смертельный исход.

## Огонь как средство убийства и самоубийства
Высокая травмоопасность от огня с древнейших времён привлекала людей для совершения убийств.
Сожжение в костре в Средние века имело широкое распространение как один из видов смертной казни, в особенности — для тех, кого признавали ведьмами.
В Новое время он был отменён и сейчас не употребляется, так как смертную казнь таким способом трудно сделать скрытой, а страдания приговорённого к смерти при этом велики — даже если во время казни шёл дождь, человек мучительно задыхался в дыму.
Также существовали и иные способы смертной казни, в которых огонь играл роль, но не главную — например, сварение в кипятке. Кроме того, этот способ употребляется как один из способов самоубийства.
Как правило, самосожжение применяется в знак протеста против чего-либо. Чаще всего при этом оно практикуется теми, кто хочет показать, что не боится страдать за то, чему привержен. Процент летального исхода при этом составляет порядка семидесяти процентов — самоубийцу редко удаётся спасти даже в том случае, если его успели сразу же вынуть из пламени, потушить огонь и оказать первую медицинскую помощь.
Иногда самосожжение несёт и ритуальный характер — в индуизме широкое распространение имело самосожжение вдов, когда вдову погибшего супруга надлежало сжечь вместе с ним или же она сама бросалась в костёр. На сегодняшнее время это явление редкое, а его применение запрещено законом и классифицируется как самоубийство.
Был и другой тип ритуального убийства с помощью огня — человеческое или животное жертвоприношение. Человеческое расценивается как убийство и сектантство и запрещено во всех странах мира, а животное не практикуется, хотя оба вида используются некоторыми сектами и религиозными течениями до сих пор.

### Известные люди, преданные сожжению
- Сорок Севастийских мучеников (320)
- Ян Гус (6 июля 1415)
- Жанна д’Арк (30 мая 1431)
- Мигель Сервет (27 октября 1553)
- Джордано Бруно (17 февраля 1600)
- Аввакум Петров (14 (24) апреля 1682)
- Квирин Кульман (4 октября 1689)
- Сергей Георгиевич Лазо? (май 1920)
- Прасковья Ивановна Савельева (12 января 1944)

### Известные люди, покончившие жизнь самоубийством при помощи самосожжения или сделавшие попытку
- Ветрова, Мария Федосьевна (12 февраля 1897)
- Тхить Куанг Дык (11 июня 1963)
- Сивец, Рышард (8 сентября 1968)
- Палах, Ян (19 января 1969)
- Зайиц, Ян (25 февраля 1969)
- Каланта, Ромас (14 мая 1972)
- Гирнык, Алексей Николаевич (21 января 1978)
- Бадыляк, Валенты (21 марта 1980)
- Ормандо, Альфредо (13 января 1998)
- Групповое самосожжение в Пекине (23 января 2001)
- Буазизи, Мохаммед (17 декабря 2010)
- Славина, Ирина Вячеславовна (2 октября 2020)
- Геракл (в античности)

## Неконтролируемый процесс возгорания
Пожар — процесс возгорания, территория которого в данный момент по какой-то причине не может держаться в рамках. Пожар опасен не только собственно огнём, но и продуктами возгорания горящих на территории возгорания предметов. Пожар может возникнуть практически в любом месте, где достаточно топлива и окислителя и где каким-то образом может произойти возгорание. Иногда является следствием взрыва или поджога.
Наиболее известный пример крупного пожара — пожар в клубе «Хромая лошадь», в котором или во время которого по разным причинам погибло 156 человек, ещё 78 получили ожоги различных степеней или отравились продуктами возгорания.
Иногда пожары случаются и на самолётах прямо во время полёта, ярчайший тому пример — авиакатастрофа Ту-154 под Иркутском 3 января 1994 года, когда погибли все пассажиры самолёта и весь его экипаж, а также ещё один случайный свидетель катастрофы. Идентифицировать сумели останки лишь семидесяти четырёх из ста двадцати шести.